# Manchester United Football Club 1978-1979
Questa voce raccoglie le informazioni riguardanti il Manchester United Football Club nelle competizioni ufficiali della stagione 1978-1979

## Stagione
Nella stagione del centenario della fondazione della società, il Manchester United confermò l'andamento sia in campionato (in cui giunse al nono posto), sia in FA Cup, in cui però fu sconfitto in finale dall'Arsenal a causa di un gol subito all'ultimo minuto.

## Maglie e sponsor
Per il centenario della società non viene apportata nessuna modifica di rilievo alle divise, introdotte nel 1975 e prodotte dalla Admiral Sportswear: l'unico cambiamento riguarda la sostituzione del logo della squadra con uno celebrante la ricorrenza.
| Manica sinistra · Manica sinistra · Maglietta · Maglietta · Manica destra · Manica destra · Pantaloncini · Calzettoni |

## Rosa
| N. |                             | Ruolo | Calciatore      |
| -- | --------------------------- | ----- | --------------- |
| -  | Inghilterra (bandiera)      | P     | Gary Bailey     |
| -  | Irlanda (bandiera)          | P     | Paddy Roche     |
| -  | Scozia (bandiera)           | D     | Martin Buchan   |
| -  | Scozia (bandiera)           | D     | Stewart Houston |
| -  | Irlanda del Nord (bandiera) | D     | Tom Connell     |
| -  | Scozia (bandiera)           | D     | Arthur Albiston |
| -  | Irlanda del Nord (bandiera) | D     | Jimmy Nicholl   |
| -  | Scozia (bandiera)           | D     | Gordon McQueen  |
| -  | Irlanda (bandiera)          | D     | Kevin Moran     |
| -  | Irlanda (bandiera)          | C     | Ashley Grimes   |
| -  | Irlanda del Nord (bandiera) | C     | Tom Sloan       |

| N. |                             | Ruolo | Calciatore      |
| -- | --------------------------- | ----- | --------------- |
| -  | Irlanda del Nord (bandiera) | C     | David McCreery  |
| -  | Scozia (bandiera)           | C     | Lou Macari      |
| -  | Inghilterra (bandiera)      | C     | Brian Greenhoff |
| -  | Inghilterra (bandiera)      | C     | Steve Coppell   |
| -  | Irlanda del Nord (bandiera) | C     | Sammy McIlroy   |
| -  | Galles (bandiera)           | C     | Mickey Thomas   |
| -  | Inghilterra (bandiera)      | A     | Andy Ritchie    |
| -  | Scozia (bandiera)           | A     | Joe Jordan      |
| -  | Inghilterra (bandiera)      | A     | Jimmy Greenhoff |
| -  | Irlanda del Nord (bandiera) | A     | Chris McGrath   |
| -  | Scozia (bandiera)           | A     | Steve Paterson  |

## Statistiche

### Statistiche di squadra
| Competizione   | Punti | Totale | Totale | Totale | Totale | Totale | Totale | DR |
| Competizione   | Punti | G      | V      | N      | P      | Gf     | Gs     | DR |
| -------------- | ----- | ------ | ------ | ------ | ------ | ------ | ------ | -- |
| First Division | 45    | 42     | 15     | 15     | 12     | 60     | 63     | -3 |
| FA Cup         | -     | 8      | 5      | 2      | 1      | 15     | 8      | +7 |
| Totale         |       | 49     | 20     | 17     | 12     | 75     | 71     | +4 |